# Smart Import
Smart Import ist eine österreichische Pop-Gruppe aus Linz.

## Geschichte
Die Gruppe gründete sich im Dezember 1987 aus den vier Söhnen der Mitglieder der Band Flamingos, mit denen gemeinsam in der ersten Zeit über 30 Auftritte erfolgten. Der Musikstil (Rock and Roll der 50er und 60er Jahre) wurde von den Flamingos abgeleitet. Das musikalische Repertoire bestand aus Cover-Versionen.
Im Juli 1989 ersetzte Johannes Schmidauer den bisherigen Keyboarder Peter Postl. Durch diese Umbesetzung wurde der musikalische Fokus immer mehr in Richtung selbst komponierte Lieder gesetzt.
Im Oktober 1990 gewann die Band die Goldene Woge beim „International Popular Song Festival“ in Bregenz. Die durch diesen Erfolg geknüpften Kontakte führten zur Produktion der ersten CD.
Im Jänner 1992 wurde der Band der „Distant Accord Award“ von der FIDOF im Rahmen der Musikmesse MIDEM in Cannes überreicht.
1993 wurde die zweite CD „Men Without A Mission“ aufgenommen. Als Produzent wirkte der renommierte österreichische Musiker Andy Baum mit. Der erste Titel „Man Without A Mission“ lief einige Wochen beim Sender Ö3 auf Powerplay.

## Diskografie
- Smart Import (1991), produziert von Erdal Kizilcay
- Men Without A Mission (1993; CCP Records), produziert von Andy Baum
- Hold On Me

## Auszeichnungen
- 1990: Goldene Woge beim International Popular Song Festival
- 1992: Distant Accord Award bei der Midem in Cannes
- 1992: 2. Platz beim Gradus ad Parnassum in Moskau